# Vic Reeves
James Roderick "Jim" Moir (født 24. januar 1959), better kendt under sit kunstnernavn Vic Reeves, er en engelsk komiker, kunstner, surrealist, musiker, skuespiller og tv-vært, der er bedst kendt for sit partnerskab med Bob Mortimer som Reeves & Mortimer. Han er kendt for surrealistiske humor.
I 2003 blev Reeves og Mortimer listet i The Observer, som en af de 50 sjoveste optrædende i britisk comedy. I 2005 blev Reeves og Mortimer stemt ind på en 9. plads på listen over Comedians' Comedian af komiker-kolleger og andre folk i branchen.